# Jerónimo Usera
Jerónimo Mariano Usera de nombre secular Mariano Nicomedes Usera y Alarcón y conocido popularmente como Padre Usera (Madrid, España; 15 de septiembre de 1810 - La Habana, Capitanía General de Cuba; 18 de mayo de 1891) fue un religioso y misionero español del siglo XIX. Fundó de la congregación de las Hermanas del Amor de Dios.

## Biografía

### Primeros años
Mariano Nicomedes nació el 15 de septiembre de 1810, en Madrid, España; en una gran familia de hondas raíces cristianas, su familia era de un alto nivel social. Sus padres fueron don Marcelo Fulgencio Usera Pérez natural de Madrid, y doña Bernarda Antonia Alarcón Castillejo, natural de Villaescusa de Haro, (Cuenca).
A la edad de 14 años ya comunicó a su padre la intención de dedicar su vida a Dios, pasando a la vida monacal.
Tras la exclaustración de la desamortización de Mendizábal, surgió en él el interés por ser misionero.

### Vida religiosa
El 3 de marzo de 1824 ingresó y tomó el hábito en el Monasterio de Santa María la Real de Osera, en Galicia (Orense), adoptando el nombre de Jerónimo Mariano.
En 1844, mientras daba clases de griego en la Universidad de Madrid, le encargan la educación de dos nativos africanos traídos a España desde la isla Fernando Póo. Este hecho le influyó notablemente en su vida, de forma que llegó a afirmar que se había consagrado por entero a defender a la raza negra a la que amaba en Jesucristo.

## Congregación

### Fundación
El 27 de abril de 1864 fundó en España la Congregación de las Hermanas del Amor de Dios, que abrió su primer colegio en Toro (Zamora).
Tras fundar más colegios viajó a Cuba donde continuó con la obra que ya había emprendido en España.
Antes había pasado por otros lugares como Fernando Póo y Puerto Rico.
Fue encargado de la Catedral de La Habana. 

### Actualidad
La congregación hoy en día está extendida por todo el mundo y se centra sobre todo en la enseñanza y en la ayuda a los más necesitados.
Su mayor presencia sigue estando en España.
El 27 de abril se conmemora el día de la fundación de la Congregación y es celebrada en todo el mundo por las distintas instituciones de la orden.

## Fallecimiento
Falleció el  17 de mayo de 1891, en La Habana, Capitanía General de Cuba (actual Cuba).
En 1925 sus restos se trasladaron desde Cuba hasta la casa fundacional de Toro (Zamora), donde hoy se siguen venerando.

### Proceso de canonización
El 28 de junio de 1999 fue reconocido como venerable por el papa Juan Pablo II.